# Weissia patagonica
Weissia patagonica är en bladmossart som beskrevs av Jules Cardot och Brotherus 1923. Weissia patagonica ingår i släktet krusmossor, och familjen Pottiaceae. Inga underarter finns listade i Catalogue of Life.